# Патко, Карой
Карой Патко (венг. Károly Patkó, 7 апреля 1895, Будапешт — 1 апреля 1941, там же) — венгерский художник, график и гравëр, известный своими картинами в жанре ню. Представитель, так называемой, «Романской школы» в венгерской живописи.

## Биография
С 19 лет обучался в Венгерской королевской школе рисования под руководством Вильмоша Аба-Новака, с которым работал вместе в 1920—1930 гг. Во время учëбы познакомился с жизнью венгерской артистической богемы. В 1923 побывал в Риме, где изучал итальянскую живопись и искусство, после чего в его творчество стало ощутимым влияние «Романской школы».
Много своих картин, созданных в 1930-х годах, написал вместе со своим другом художником-портретистом Ерно Банком. При этом оба писали портреты друг друга.
Автор ряда пейзажей, полотен на мифологическую, библейскую и социальную тематику, кроме того, занимался графикой и гравировкой по меди.
Карой Патко умер в 1941 в возрасте 45 лет.
Картины К. Патко хранятся сейчас в Венгерской национальной галерее искусств и ряде частных коллекций.

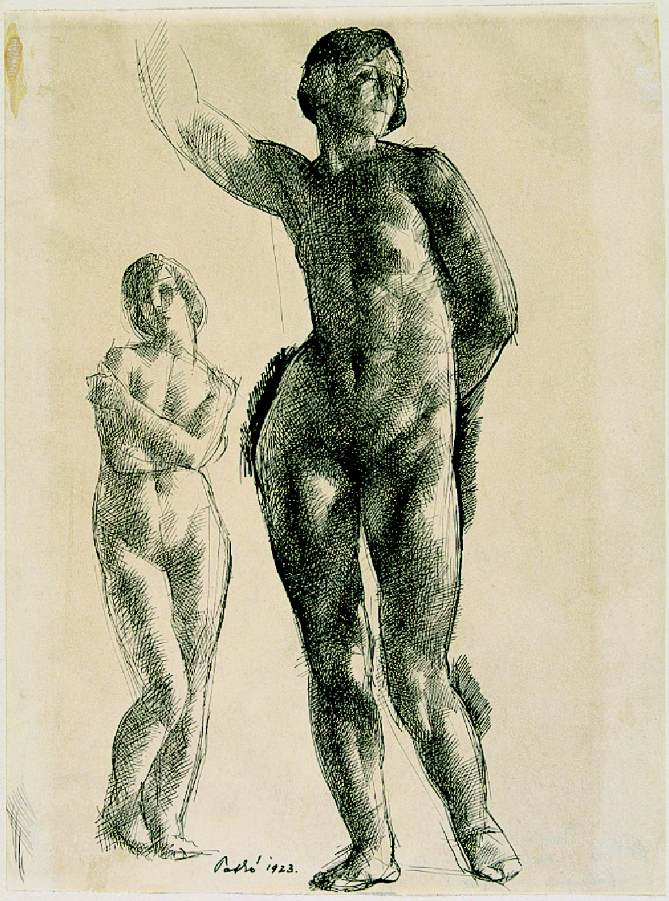
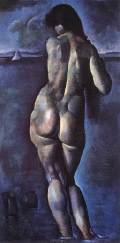
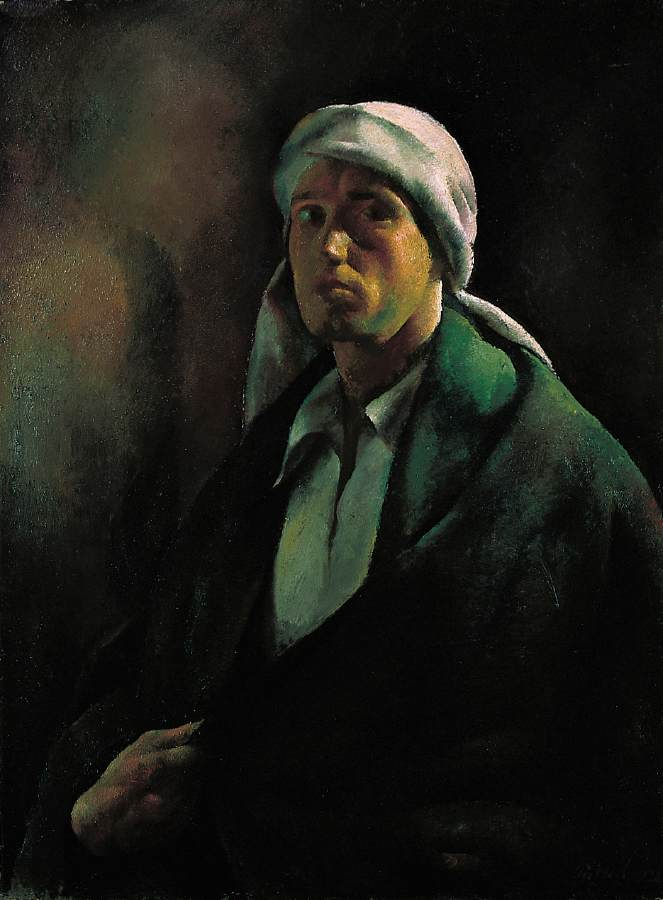
Автопортрет в тюрбане. 1923
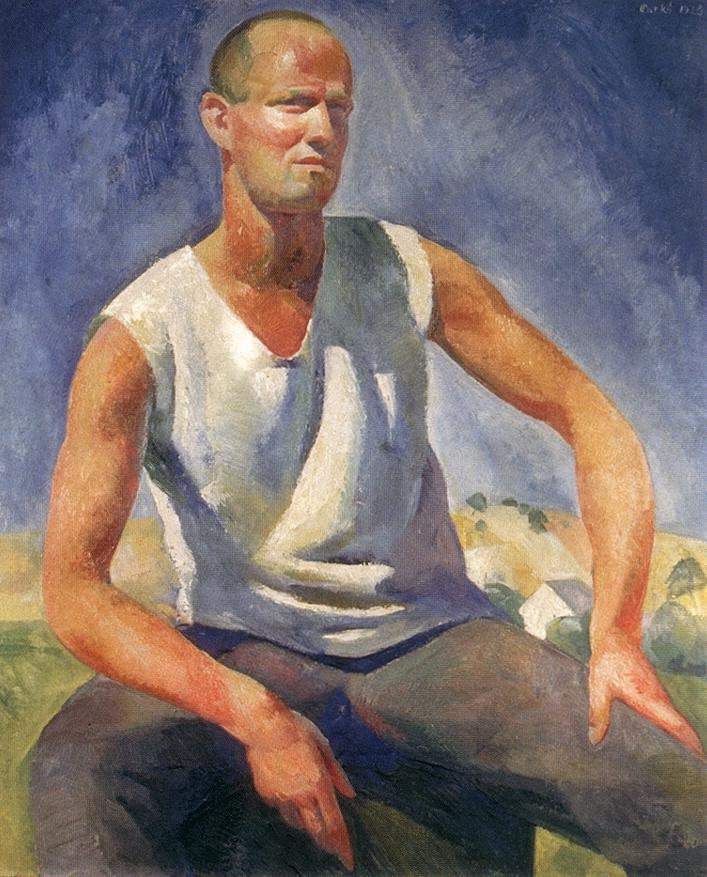
Автопортрет. 1928